# Liste der Monarchien in Europa

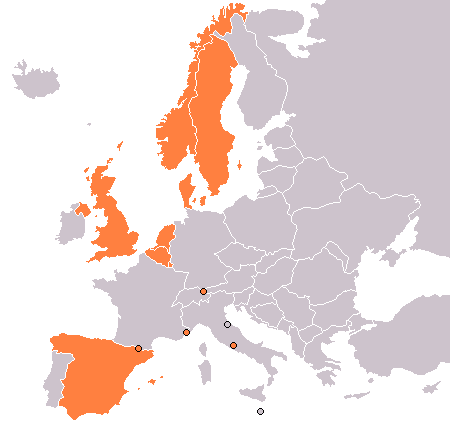
Monarchien in Europa (2009)

Diese Liste der Monarchien in Europa führt alle europäischen Staaten, die die Staatsform Monarchie haben (Stand: 2025). Die Auflistung enthält Angaben zur Staatsform, zum Titel, Namen und dem Jahr der Übernahme des Regierungsgeschäfts des jeweiligen Oberhaupts.
| Staat                  | Staatsform                                                             | Titel      | Oberhaupt                                                                                       | seit      | Anmerkung                                               |
| ---------------------- | ---------------------------------------------------------------------- | ---------- | ----------------------------------------------------------------------------------------------- | --------- | ------------------------------------------------------- |
| Andorra                | parlamentarische Monarchie                                             | Kofürsten  | Josep-Lluís Serrano Pentinat (Bischof von Urgell) Emmanuel Macron (Staatspräsident Frankreichs) | 2025 2017 |                                                         |
| Belgien                | föderale, parlamentarische Monarchie                                   | König      | Philippe                                                                                        | 2013      |                                                         |
| Dänemark               | parlamentarische Monarchie                                             | König      | Frederik X.                                                                                     | 2024      |                                                         |
| Liechtenstein          | konstitutionelle Monarchie                                             | Fürst      | Hans-Adam II.                                                                                   | 1989      | amtsausführender Stellvertreter Alois von Liechtenstein |
| Luxemburg              | konstitutionelle Monarchie                                             | Großherzog | Henri                                                                                           | 2000      |                                                         |
| Monaco                 | konstitutionelle Monarchie                                             | Fürst      | Albert II.                                                                                      | 2005      |                                                         |
| Niederlande            | parlamentarische Monarchie                                             | König      | Willem-Alexander                                                                                | 2013      |                                                         |
| Norwegen               | parlamentarische Monarchie                                             | König      | Harald V.                                                                                       | 1991      |                                                         |
| Schweden               | parlamentarische Monarchie                                             | König      | Carl XVI. Gustaf                                                                                | 1973      |                                                         |
| Spanien                | parlamentarische Monarchie                                             | König      | Felipe VI.                                                                                      | 2014      |                                                         |
| Vatikanstadt           | absolute Wahlmonarchie                                                 | Papst      | Leo XIV.                                                                                        | 2025      |                                                         |
| Vereinigtes Königreich | dejure: konstitutionelle Monarchie defacto: parlamentarische Monarchie | König      | Charles III.                                                                                    | 2022      |                                                         |